# Hegedűs Gyula utcai zsinagóga
A Hegedűs Gyula utcai zsinagóga, néhol Újlipótvárosi zsinagóga Budapest Újlipótváros nevű városrészében a 20. század elején épült fel, és ma Budapest egyik legnagyobb, legnépesebb körzetének ad otthont. Eredetileg az ortodox hívők számára létesült, a történelem viharai folytán azonban ma már a se nem neológ, se nem ortodox, hanem a kettő közt elhelyezkedő statusquo ante irányzathoz tartozik.

## Története
A Lipótváros északi részén élő ortodox zsidóság a 20. század elején a Koháry (mai Nagy Ignác) utcából a mai Újlipótváros területére, az akkori Csáky utcába költöztette a templomegyesületet. Vajda Béla tervei alapján az imaszobát egy bérházban alakították ki 1911-ben. Később megvásárolták a házat, és 1927-re Baumhorn Lipót útmutatásai alapján udvari beépítéssel kibővítették a zsinagógát.
Az 1960-as évektől tovább bővítették. A 2000-es évek során adományokból rendbehozatták a templom kupoláját, új járólapokat helyeztek el, és a karzat melletti valamikori tálalóból kialakították a vallási előírásoknak megfelelő főzőkonyhát.
A zsinagóga rabbija volt többek között Hoffer Ármin is.

## Építészeti megoldások és berendezés
A 20. század elején a budapesti zsinagógaépítészetben a rejtőzködő megoldások kerültek előtérbe, ennek egyik példája a bérházban berendezett Hegedűs Gyula utcai imaház is. Az épület eklektikus utcafrontját és a belső udvar neoreneszánsz stílusát Baumhorn szecessziós stílusú megoldással kötötte össze. Az épület két részből áll, egy nagyobb zsinagógából és egy kisebb imaházból. A nagy imaházban, amely akár kilencszáz ember befogadására alkalmas, elsősorban a nagyobb ünnepek alkalmával végzik a szertartásokat. Emellett rendelkezik az épület kultúrteremmel is. A belső tér különleges eleme a színes acél- és üvegtető.
Liturgikus értelemben a zsinagóga konzervatívnak tekinthető, a Csáky utcában nem volt orgona, a Tóra-olvasó asztal a középen állt, az imarend is régiesebb volt, mint a dohány utcai nagyzsinagógában, ezért a 20. század elején a környék vallásos zsidó lakosságának többsége inkább ide járt. A visegrádi utcai ortodox zsinagóga megalakulása után is sokan jártak ide. Ezt a konzervatív jelleget máig megőrizte.

## Kulturális élet a körzetben
A körzethez tartozik a XIII. és az V. kerület, ami tíz-tizenkétezer hívőt jelent. A templomkörzet elnöke Müncz László. A körzet főrabbija prof. dr. Schőner Alfréd, kántora Biczó Tamás és Klein Ervin. A közösség a  Status Quo Ante irányzat követői, vagyis nem vallják sem az ortodox, sem a neológ irányzathoz tartozónak magukat.[forrás?] A körzetben rendszeresek a vallási és kulturális események, melyek szervezéséből a hívek is kiveszik a részüket. A templomkörzet honlapja: www.bzsh.hu.
A templom kultúrtermében 1991 óta idősek napközi otthona működik, ahol egész napos foglalkozást biztosítanak a körzet egyedülálló időseinek.